# Nicolas Freeling
Nicolas Freeling, född Davidson den 3 mars 1927 i London, död 20 juli 2003 i Mutzig i Bas-Rhin i Frankrike, var en brittisk kriminalförfattare. Han gav ut 37 skönlitterära verk och var mest känd för romanserien om den nederländske detektiven Piet Van der Valk.
Freelings familj flyttade mycket och han bodde under sin uppväxt i Bretagne, Southampton och Irland. Efter andra världskriget avbröt han sina universitetsstudier och arbetade som kock bland annat i Amsterdam för att 1962 debutera med romanen Ett fall för Van der Valk, varefter han blev författare på heltid.

## Priser och utmärkelser
- 1965 – Grand Prix de Littérature Policière för En vit Mercedes
- 1967 – Edgarpriset för Ett skott i Biarritz

### Romaner om Piet Van der Valk
- Love in Amsterdam (1962)
  - Ett fall för Van der Valk (översättning Carl Sundell, Skoglund, 1964)
- Because of the Cats (1963)
  - Se upp för kattorna! (översättning Carl Sundell, Skoglund, 1964)
- Gun Before Butter (1963)
  - En vit Mercedes (översättning Carl Sundell, Skoglund, 1965)
- Double-Barrel (1964)
  - Doublé (översättning Ragnar Ahlstedt, Skoglund, 1965)
- Criminal Conversation (1965)
  - Vindskupan (översättning Berit Skogsberg, Skoglund, 1966)
- The King of the Rainy Country (1966)
  - Ett skott i Biarritz (översättning Jan Nyberg, Skoglund, 1966)
- Strike Out Where Not Applicable (1967)
  - Stryk den som ej önskas (1968)
- Tsing-Boum! (1969)
  - Zing-boom (översättning Alf Risö, Skoglund, 1969)
- The Lovely Ladies (1971)
- A Long Silence (1972)
  - Den stora tystnaden (översättning Vanja Lantz, Geber, 1973)
- Sand Castles (1989)

### Romaner om Arlette Van der Valk
- The Widow (1979)
- One Damn Thing After Another (1981)

### Romaner om Henri Castang
- A Dressing of Diamonds (1974)
- What are the Bugles Blowing For? (1975)
- Sabine (1976)
- The Night Lords (1978)
- Castang's City (1980)
- Wolfnight (1982)
- The Back of the North Wind (1983)
- No Part in Your Death (1984)
- Cold Iron (1986)
- Lady Macbeth (1988)
- Not as Far as Velma (1989)
- Those in Peril (1990)
- Flanders Sky (1992)
- " You Who Know"(1994)
- The Seacoast of Bohemia (1994)
- A Dwarf Kingdom (1996)

### Andra romaner
- Valparaiso (1964)
- The Dresden Green (1966)
  - Den gröna Dresdnerdiamanten (översättning Berit Skogsberg, Skoglund, 1967)
- This is the Castle (1968)
- Gadget (1977)
- A City Solitary (1984)
- One More River (1998)
- Some Day Tomorrow (1999)
- The Janeites (2002)

### Fackböcker
- The Kitchen (1970)
- Cook Book (1972)
- Criminal Convictions (1994)
- The Village Book (2001)
- The Kitchen and the Cook (2002)